# Eristalis sacki
Eristalis sacki är en tvåvingeart som beskrevs av Goot 1964. Eristalis sacki ingår i släktet slamflugor, och familjen blomflugor.
Artens utbredningsområde är Taiwan. Inga underarter finns listade i Catalogue of Life.